# Temporada 1999-2000 de los Philadelphia 76ers
La temporada 1999-2000 fue la quincuagésimo primera de los Philadelphia 76ers en la NBA, y la trigésimo séptima en Filadelfia, Pensilvania, tras haber jugado hasta entonces en Syracuse bajo el nombre de Syracuse Nationals. La temporada regular acabó con 49 victorias y 33 derrotas, ocupando el quinto puesto de la conferencia Este, clasificándose para los playoffs, en los que cayeron en semifinales de conferencia ante los Indiana Pacers.

## Elecciones en elDraft
| Ronda | Puesto | Jugador         | Posición | Nacionalidad | Universidad |
| ----- | ------ | --------------- | -------- | ------------ | ----------- |
| 2     | 47     | Todd MacCulloch | Pívot    | Canadá       | Washington  |

## Temporada regular
| División Atlántico   | División Atlántico | División Atlántico | División Atlántico | División Atlántico | División Atlántico | División Atlántico | División Atlántico | División Atlántico |
| Equipo               | G                  | P                  | %                  | PD                 | Casa               | Fuera              | Div                |                    |
| -------------------- | ------------------ | ------------------ | ------------------ | ------------------ | ------------------ | ------------------ | ------------------ | ------------------ |
| y-Miami Heat         | 52                 | 30                 | .634               | –                  | 33–8               | 19–22              | 18–6               |                    |
| x-New York Knicks    | 50                 | 32                 | .610               | 2                  | 33–8               | 17–24              | 14–10              |                    |
| x-Philadelphia 76ers | 49                 | 33                 | .598               | 3                  | 29–12              | 20–21              | 13–11              |                    |
| Orlando Magic        | 41                 | 41                 | .500               | 11                 | 26–15              | 15–26              | 12–13              |                    |
| Boston Celtics       | 35                 | 47                 | .427               | 17                 | 26–15              | 9–32               | 12–12              |                    |
| New Jersey Nets      | 31                 | 51                 | .378               | 21                 | 22–19              | 9–32               | 9–16               |                    |
| Washington Wizards   | 29                 | 53                 | .354               | 23                 | 17–24              | 12–29              | 7–17               |                    |

## Playoffs

### Primera ronda
Charlotte Hornets vs. Philadelphia 76ers
| Fecha       | Partido                                      | Ciudad     |
| ----------- | -------------------------------------------- | ---------- |
| 22 de abril | Charlotte Hornets 82, Philadelphia 76ers 92  | Charlotte  |
| 24 de abril | Charlotte Hornets 108, Philadelphia 76ers 98 | Charlotte  |
| 28 de abril | Philadelphia 76ers 81, Charlotte Hornets 76  | Filadelfia |
| 1 de mayo   | Philadelphia 76ers 105, Charlotte Hornets 99 | Filadelfia |
|             | Philadelphia 76ers gana las series 3-1       |            |

### Semifinales de Conferencia
Indiana Pacers vs. Philadelphia 76ers
| Fecha      | Partido                                   | Ciudad       |
| ---------- | ----------------------------------------- | ------------ |
| 6 de mayo  | Indiana Pacers 108, Philadelphia 76ers 91 | Indianapolis |
| 8 de mayo  | Indiana Pacers 103, Philadelphia 76ers 97 | Indianapolis |
| 10 de mayo | Philadelphia 76ers 89, Indiana Pacers 97  | Filadelfia   |
| 13 de mayo | Philadelphia 76ers 92, Indiana Pacers 90  | Filadelfia   |
| 15 de mayo | Indiana Pacers 86, Philadelphia 76ers 107 | Indianapolis |
| 19 de mayo | Philadelphia 76ers 90, Indiana Pacers 106 | Filadelfia   |
|            | Indiana Pacers gana las series 4-2        |              |

## Estadísticas

### Temporada regular
| Jugador         | PJ | PT | MPP  | %TC   | %3P  | %TL   | RPP | APP | ROB | TPP | PPP  |
| --------------- | -- | -- | ---- | ----- | ---- | ----- | --- | --- | --- | --- | ---- |
| Allen Iverson   | 70 | 70 | 40.8 | .421  | .341 | .713  | 3.8 | 4.7 | 2.1 | .1  | 28.4 |
| Toni Kukoč†     | 32 | 8  | 28.6 | .438  | .289 | .673  | 4.5 | 4.4 | 1.0 | .3  | 12.4 |
| Tyrone Hill     | 68 | 65 | 31.7 | .485  | .000 | .691  | 9.2 | .8  | .9  | .4  | 12.0 |
| Theo Ratliff    | 57 | 56 | 31.5 | .503  |      | .771  | 7.6 | .6  | .6  | 3.0 | 11.9 |
| Larry Hughes†   | 50 | 5  | 20.4 | .416  | .216 | .746  | 3.2 | 1.5 | 1.1 | .2  | 10.0 |
| Matt Geiger     | 65 | 20 | 21.6 | .441  | .000 | .779  | 6.0 | .6  | .4  | .3  | 9.7  |
| George Lynch    | 75 | 75 | 32.2 | .461  | .417 | .617  | 7.8 | 1.8 | 1.6 | .5  | 9.6  |
| Aaron McKie     | 82 | 14 | 23.8 | .411  | .364 | .829  | 3.0 | 2.9 | 1.3 | .2  | 8.0  |
| Eric Snow       | 82 | 80 | 35.0 | .430  | .244 | .712  | 3.2 | 7.6 | 1.7 | .1  | 7.9  |
| Billy Owens†    | 46 | 7  | 20.0 | .434  | .333 | .594  | 4.2 | 1.3 | .6  | .3  | 5.9  |
| Todd MacCulloch | 56 | 6  | 9.4  | .553  |      | .519  | 2.6 | .2  | .2  | .7  | 3.7  |
| Stanley Roberts | 5  | 1  | 10.2 | .313  | .000 | .000  | 3.0 | .6  | .2  | .2  | 2.0  |
| Nazr Mohammed   | 28 | 3  | 6.8  | .389  |      | .545  | 1.8 | .1  | .1  | .4  | 1.9  |
| Kevin Ollie     | 40 | 0  | 7.3  | .449  |      | .757  | .8  | 1.2 | .3  | .0  | 1.8  |
| Jumaine Jones   | 33 | 0  | 4.2  | .379  | .500 | .611  | 1.2 | .2  | .2  | .2  | 1.7  |
| Bruce Bowen†    | 42 | 0  | 7.4  | .356  | .500 | .500  | .9  | .4  | .2  | .1  | 1.4  |
| Antonio Lang†   | 3  | 0  | 2.0  | 1.000 |      | 1.000 | .0  | .3  | .0  | .0  | 1.0  |
| Ira Bowman      | 11 | 0  | 1.8  | 1.000 |      | .500  | .2  | .1  | .1  | .0  | .5   |

### Playoffs
| Jugador         | PJ | PT | MPP  | %TC  | %3P  | %TL   | RPP | APP | ROB | TPP | PPP  |
| --------------- | -- | -- | ---- | ---- | ---- | ----- | --- | --- | --- | --- | ---- |
| Allen Iverson   | 10 | 10 | 44.4 | .384 | .308 | .739  | 4.0 | 4.5 | 1.2 | .1  | 26.2 |
| Aaron McKie     | 10 | 6  | 33.1 | .485 | .343 | .839  | 3.6 | 4.6 | .4  | .2  | 13.8 |
| Theo Ratliff    | 10 | 10 | 37.4 | .475 |      | .723  | 7.9 | .9  | 1.0 | 3.0 | 13.0 |
| Tyrone Hill     | 10 | 10 | 35.2 | .460 | .000 | .705  | 9.7 | .9  | .9  | .1  | 12.3 |
| Toni Kukoč      | 10 | 0  | 25.7 | .387 | .324 | .588  | 3.7 | 1.7 | 1.0 | .3  | 9.3  |
| Matt Geiger     | 8  | 0  | 16.0 | .500 |      | .800  | 5.0 | .3  | .6  | .3  | 8.8  |
| Eric Snow       | 5  | 4  | 27.6 | .484 | .750 | 1.000 | 2.0 | 7.0 | .8  | .2  | 7.4  |
| George Lynch    | 10 | 10 | 29.3 | .338 | .143 | .778  | 7.1 | 1.4 | .9  | .5  | 5.9  |
| Kevin Ollie     | 10 | 0  | 6.5  | .500 |      | .889  | .5  | 1.2 | .2  | .0  | 2.0  |
| Todd MacCulloch | 5  | 0  | 4.8  | .667 |      | .667  | 1.8 | .0  | .0  | .0  | 1.6  |
| Jumaine Jones   | 4  | 0  | 2.0  | .333 | .000 |       | .0  | .0  | .0  | .0  | .5   |
| Ira Bowman      | 7  | 0  | 1.6  | .000 | .000 | .000  | .0  | .3  | .0  | .0  | .0   |

- †Indica jugador que perteneció a más de una plantilla durante la temporada. Las estadísticas solo reflejan su paso por los Sixers.

## Galardones y récords
| Jugador       | Galardón                              |
| Allen Iverson | 2.º Mejor quinteto de la NBA All-Star |